# Teinorhyncha umbra
Teinorhyncha umbra is een vlinder uit de familie slakrupsvlinders (Limacodidae). De wetenschappelijke naam van deze soort is voor het eerst geldig gepubliceerd in 1893 door Hulland.
De soort komt voor in tropisch Afrika.